# Brzuchowicze
Brzuchowicze (ukr. Бруховичі) – wieś na Ukrainie w rejonie kowelskim obwodu wołyńskiego.